# 弓遵
弓遵（2世纪—245或246年），曹魏官員，帶方郡太守。

## 生平
曹魏正始元年（240年），带方太守弓遵派遣梯儁等携带国书以及黄金、锦锻、刀、镜、药物等礼品前往邪马台。这是关于中国使者赴日的最早记载。
正始六年（245年），幽州刺史毌丘儉認為濊人聽從高句丽，於是派弓遵与乐浪太守刘茂出兵攻打。其首领不耐侯等人投降。
雖然最後擊敗韓族，但弓遵在該戰中戰死。